# Осредек-Десиницький
46°09′ пн. ш. 15°40′ сх. д. / 46.15° пн. ш. 15.66° сх. д.
Осредек-Десиницький (хорв. Osredek Desinićki) — населений пункт у Хорватії, у Крапинсько-Загорській жупанії у складі громади Десинич.

## Населення
Населення за даними перепису 2011 року становило 40 осіб.
Динаміка чисельності населення поселення:

## Клімат
Середня річна температура становить 9,76 °C, середня максимальна – 23,59 °C, а середня мінімальна – -6,14 °C. Середня річна кількість опадів – 1084 мм.
| Клімат поселення                              | Клімат поселення | Клімат поселення | Клімат поселення | Клімат поселення | Клімат поселення | Клімат поселення | Клімат поселення | Клімат поселення | Клімат поселення | Клімат поселення | Клімат поселення | Клімат поселення | Клімат поселення |
| Показник                                      | Січ.             | Лют.             | Бер.             | Квіт.            | Трав.            | Черв.            | Лип.             | Серп.            | Вер.             | Жовт.            | Лист.            | Груд.            |                  |
| Середній максимум, °C                         | 5,58             | 7,32             | 11,35            | 15,68            | 20,48            | 23,59            | 23,33            | 22,78            | 18,91            | 13,76            | 8,24             | 4,30             |                  |
| Середня температура, °C                       | −0,29            | 1,47             | 5,47             | 9,82             | 14,62            | 17,72            | 19,48            | 18,95            | 15,06            | 9,91             | 4,40             | 0,46             |                  |
| Середній мінімум, °C                          | −6,14            | −4,4             | −0,39            | 3,95             | 8,74             | 11,87            | 15,62            | 15,11            | 11,21            | 6,07             | 0,56             | −3,38            |                  |
| Норма опадів, мм                              | 49               | 54               | 70               | 79               | 94               | 133              | 108              | 111              | 109              | 103              | 99               | 75               |                  |
| Середньомісячна швидкість вітру, м/с          | 1.60             | 1.79             | 2.16             | 2.12             | 2.04             | 1.84             | 1.78             | 1.60             | 1.54             | 1.61             | 1.71             | 1.66             |                  |
| Середньомісячна сонячна радіація, кДж/м²·день | 4064             | 6749             | 10406            | 14701            | 18650            | 20430            | 21157            | 18502            | 13637            | 8504             | 4468             | 3227             |                  |
| --------------------------------------------- | ---------------- | ---------------- | ---------------- | ---------------- | ---------------- | ---------------- | ---------------- | ---------------- | ---------------- | ---------------- | ---------------- | ---------------- | ---------------- |
| Джерело:                                      |                  |                  |                  |                  |                  |                  |                  |                  |                  |                  |                  |                  |                  |